# Lars Windhorst
Lars Windhorst (* 22. November 1976 in Rahden, Westfalen) ist ein deutscher Unternehmer mit Wohnsitz in London.
Anfang der 1990er Jahre gründete er mit 16 Jahren die Windhorst Electronics GmbH und die Windhorst AG und wurde als Jungunternehmer der deutschen Wirtschaft bekannt. Im ersten Geschäftsjahr hatte die Windhorst Electronics knapp 80 Angestellte und rund 50 Millionen US-Dollar Umsatz. 1995 gründete er die Windhorst Asia Pacific Holdings Ltd. und verlegte seinen Zweitwohnsitz nach Hongkong, als die Gruppe begann, in Südostasien und China zu expandieren. 1997 und 1998 wurde sie durch die Asienkrise in Mitleidenschaft gezogen, weshalb eine Neuorientierung im New-Economy- und Dotcom-Sektor beschlossen und die Windhorst New Technologies AG gegründet wurde. Mit dem Ziel, das Unternehmen an die Frankfurter Börse zu bringen, wurde von Investoren Eigenkapital und Fremdkapital eingeworben.
Im März 2000 platzte die Dotcom-Blase. Der geplante Börsengang musste abgesagt werden; sowohl die Unternehmensgruppe als auch Windhorst als Privatperson meldeten 2003 Insolvenz an. 2004 wurde Windhorst Mitbegründer der Sapinda-Gruppe. Er war zeitweise Gesellschafter und Executive Chairman der Gruppe. Ihre Obergesellschaft ist nach einer Restrukturierung und einer Umfirmierung die Tennor Holding B.V.

## Leben

### Kindheit und früher Werdegang
Lars Windhorst wurde als Sohn des Einzelhändlers Wilhelm Windhorst und dessen Frau Ursula, einer Lehrerin, im ostwestfälischen Rahden geboren und wuchs im Rahdener Stadtteil Sielhorst auf. Sein Vater Wilhelm betrieb im nahegelegenen Espelkamp ein Schreibwarengeschäft. Schon mit acht Jahren wollte Windhorst Unternehmer werden; mit 15 schrieb er Software und baute Computer zusammen. Windhorst hatte in der Familiengarage eine Computer-Werkstatt. Er mobilisierte seine Klassenkameraden, ihm bei der Montage seiner PCs zu helfen. Die Geräte verkaufte er später im Laden seines Vaters und fand in China Zulieferer für kostengünstige Einzelkomponenten.

### Erste Unternehmensgründung
Im Jahr 1993 gründete Windhorst als Schüler des Söderblom-Gymnasiums, ohne das Abitur abzulegen, sein erstes eigenes Unternehmen. Da er noch minderjährig war, halfen seine Eltern bei der Unterzeichnung von Verträgen oder fuhren ihn täglich zur Arbeit. Windhorst wurde als einer der erfolgreichsten Jungunternehmer Deutschlands bekannt und war der jüngste Vertreter des Wirtschaftsnachwuchses, der eingeladen wurde, Bundeskanzler Helmut Kohl im Rahmen von Wirtschaftsdelegationen auf Asien-Reisen zu begleiten. Aus diesen Reisen entwickelten sich Geschäftskontakte, die Windhorst zu einem Vorzeige-Jungunternehmer machten. Er wurde zum Weltwirtschaftsforum in Davos eingeladen und nahm teil.

## Unternehmen

### Windhorst Electronics GmbH
Im Oktober 1993 gründete Windhorst sein erstes Unternehmen, die Windhorst Electronics GmbH an der Seite des chinesischen Geschäftsmanns Ming Rong Zhang. Zu den Geschäftsfeldern der Windhorst Electronics GmbH gehörten der Import und Handel von Elektronik- und Computerteilen aus Asien sowie der Vertrieb von IT-Produkten in Deutschland und Europa. Ein Jahr nach Unternehmensgründung meldete Windhorst Electronics bei rund 80 Mitarbeitern ein Umsatzvolumen von 80 Millionen DM.

### Windhorst Asia Pacific Holding Limited
1995 zog Windhorst nach Hongkong und gründete die Windhorst Asia Pacific Holding Limited, eine Holdinggesellschaft für die Geschäftstätigkeit der Unternehmensgruppe im asiatischen Raum. Ihr Geschäft als Handels- und Investmentkonzern in der Elektronikbranche, Industrie, Handel, Immobilien und Finanzwesen wurde über Betriebe und Niederlassungen in Europa und Asien (einschließlich China und Vietnam) abgewickelt.

### Windhorst New Technologies AG / Windhorst AG
Im Jahr 2000 konzentrierte sich Windhorst auf Investitionen im Bereich Internet und neue Technologien und gründete die Windhorst New Technologies AG.

## Insolvenz
Als die Dotcom-Blase im März 2000 platzte, gerieten Windhorsts Unternehmen in Schwierigkeiten. Die Windhorst AG verlegte ihren Schwerpunkt auf Finanzdienstleistungen; die Windhorst Electronics GmbH stellte ihre Geschäftstätigkeiten ein. Ende Mai 2003 legte Windhorst eine eidesstattliche Versicherung ab. Im August 2004 meldete Windhorst für die drei Unternehmen Windhorst AG, Windhorst Electronics GmbH und Windhorst Capital Holding GmbH Insolvenz an. Das Amtsgericht Charlottenburg lehnte die Eröffnung des Verfahrens der Windhorst Capital Holding GmbH mangels Masse ab.
2010 wurde Windhorst vom Landgericht Berlin wegen Veruntreuung im Zusammenhang mit der Insolvenz zu einer Geldstrafe in Höhe von 108.000 Euro und einer einjährigen Bewährungsstrafe verurteilt.
Weitere Gerichtsverfahren wurden bereits 2009 gegen Auflagen eingestellt. Windhorst verpflichtete sich, insgesamt 3,5 Millionen Euro zu zahlen. In einem Interview der Süddeutschen Zeitung vom 25. Januar 2010 bestätigte Windhorst die konjunkturellen Einbrüche seiner Geschäfte. Er sagte, er glaube daran, dass das Schlimmste hinter ihm liege. Mittlerweile achte er bei jedem seiner Geschäftsabschlüsse auf Risikominimierung durch erfahrene Berater und fühle sich bereit, seine Unternehmungen noch einige Jahrzehnte weiterzuführen.
Die Privatinsolvenz von Windhorst ist seit Sommer 2007 abgeschlossen. Die Klage des Mitgläubigers Ulrich Marseille wurde laut Focus vom 3. September 2007 vom Bundesgerichtshof im August 2007 abgewiesen, wodurch Windhorst entschuldet ist.

## Investmentgruppe Sapinda/Tennor

### Sapinda
Im Jahr 2004 wurde Windhorst Mitbegründer der Investmentgruppe Sapinda. Sapinda ist eine Investmentgesellschaft, die mittelständischen und mittelgroßen Unternehmen Eigenkapital und Fremdkapital zur Verfügung stellt. Er wurde Geschäftsführer der damaligen Sapinda-Tochtergesellschaft Vatas Holding GmbH. Vatas war an der Luftverkehrsgesellschaft Air Berlin beteiligt und im Besitz von Geschäftsanteilen des Internetdienstanbieters Freenet. Später erfolgten Aktienzukäufe bei Air Berlin, durch die der Anteilsbesitz der Vatas Holding auf 18,6 % aufgestockt wurde.
Das Unternehmen Sapinda wickelte in etwa fünf Jahren Investitionen in Höhe von mehr als zwei Milliarden Euro ab. Der britische Fonds Sapinda erzielte hohe Renditen und organisierte Investments von rund einer Milliarde Euro. Angesichts der globalen Finanzkrise ab 2008 machten die Sapinda-Gruppe und deren deutsche Gesellschaft Vatas Holding GmbH Verluste. Im März 2008 wurde bekannt, dass die Norddeutsche Landesbank (Nord/LB) im Auftrag der Vatas Aktien kaufte, die diese nach Kursverlusten nicht abnahm. Im Oktober 2008 verklagte die Nord/LB Vatas auf über 150 Millionen Euro Schadensersatz. Im Januar 2009 meldete Vatas Insolvenz an. Im April 2009 wurden sämtliche Aktivitäten neu strukturiert. Konzernmutter der Gruppe wurde die 2009 gegründete Sapinda Holding B.V. mit Sitz in Amsterdam. Die Sapinda wurde im Februar 2010 wegen der Vatas-Insolvenz auf Schadensersatz zugunsten der Nord/LB verurteilt.
Im Jahr 2009 tätigte die Sapinda-Gruppe Investitionen und Transaktionen im Wert von etwa einer Milliarde Euro. Nach Informationen des Nachrichtenmagazins Der Spiegel investierte Windhorst in Afrika und gründete dafür gemeinsam mit Carl Heinrich Bruhn das Unternehmen Amatheon Agri. Sapinda hat nach Windhorsts Angaben zwischen 2009 und 2012 Investments von rund 3,5 Milliarden Euro organisiert, unter anderem Anleihen für Unternehmen wie Air Berlin oder Infineon. Zu den Gesellschaftern von Sapinda gehörten der Unternehmensberater Roland Berger, den Beirat leitete Hubertus von Grünberg, damals Verwaltungsratschef des Schweizer Großkonzerns ABB Ltd.
Windhorst ist seit 2009 Geschäftsführer der Sapinda UK und seit 2013 Chairman der Sapinda Holding B.V., Vorsitzender des Exekutivkomitees und Gesellschafter der Sapinda-Gruppe. Anfang September 2017 wurde bekannt, dass er seinen Chefposten bei dem Unternehmen kurzzeitig abgeben musste. Die Rückkehr an die Unternehmensspitze, unterstützt von einem neuen Hauptaktionär, wurde kurz darauf angekündigt.
Im Februar 2018 übernahm seine Investmentgesellschaft die Luxus-Modemarke La Perla, die im Frühjahr 2024 für insolvent erklärt wurde.
Im Februar 2019 beteiligte sich Sapinda mit 76 % an der Flensburger Schiffbau-Gesellschaft (FSG) und bewahrte diese vor einer möglichen Insolvenz. Die vollständige Übernahme der Werft erfolgte im August 2019.
Im März 2019 wurde bekannt, dass beim Ihme-Zentrum in Hannover ein Anteilsverkauf der Intown-Gruppe an die Sapinda-Tochter Civitas geplant ist.
Bis zum Sommer 2019 wurde der Verkauf der Intown-Anteile (d. h. der Projekt IZ Hannover GmbH, die Eigentümer dieser Anteile ist) (PIZ) am Ihme-Zentrum an die zur Tennor-Gruppe gehörende Civitas Property Group S.A. durchgeführt.
Nach Rückständen in den Hausgeldzahlungen der PIZ stellte die Eigentümergemeinschaft im August 2023 einen Insolvenzantrag gegen die PIZ, dem Ende September 2023 stattgegeben wurde.
Anfang Dezember 2024 wurde durch die Sozialversicherungsträger für die FSG-Nobiskrug Holding GmbH und die Tochterunternehmen Flensburger Schiffbau Gesellschaft, FSG-Nobiskrug Design GmbH und Nobiskrug Yachts GmbH Insolvenzantrag gestellt. Obwohl Windhorst ein halbes Jahr zuvor eine neue Leitung präsentiert hatte, war er bis zuletzt als Geschäftsführer eingetragen.

### Tennor
Als Robert Hersov nicht mehr an dem von ihm gegründeten Unternehmen Sapinda beteiligt war, trieb Windhorst die Umbenennung voran, da der Name Sapinda nur in Sanskrit eine Bedeutung ergab. Ursprünglich wollte Windhorst seine neue Firma Tenor nennen. Da dies die Bezeichnung einer 2018 von Google übernommenen Grafik-Suchmaschine ist, wurde Tennor gewählt, das wie der japanische Kaisertitel Tennō klingen soll. Im Mai 2019 wurde die Gesellschaft in Tennor Holding B.V. umbenannt.
Ende Juni 2019 wurde bekannt, dass sich Windhorst über Tennor mit 37,5 Prozent an der Hertha BSC GmbH & Co. KGaA beteiligte. Im November 2019 erhöhte er seine Anteile auf 49,9 Prozent und zahlte weitere 99 Millionen Euro. Im Juli 2020 gab Hertha BSC bekannt, dass im Juli 2020 weitere 50 Millionen Euro und im Oktober 2020 weitere 100 Millionen Euro gezahlt werden sollten. Nach der Umsetzung dieser Vereinbarung hielt Windhorst 66,6 % der Anteile. 2023 musste er die Anteile mit hohem Verlust wieder verkaufen.
Windhorst hat bestätigt, dass die Bafin gegen ihn ermittelt.
Am 2. November 2021 erklärte das Finanzgericht Amsterdam die Tennor Holding B.V. für insolvent. Windhorst kündigte an, gegen die Entscheidung Einspruch einzulegen, denn man habe sich mit dem Antragsteller außergerichtlich geeinigt. Im Dezember wurde die Gerichtsentscheidung aufgehoben. Am 23. Mai 2024 ordnete das Insolvenzgericht in Hannover Haftbefehl gegen Windhorst an, da dieser trotz Vorladung nicht vor Gericht erschienen ist. Er legte Beschwerde dagegen ein. Nach Verständigung auf einen Anhörungstermin wurde der Haftbefehl außer Vollzug gesetzt.

## Engagements
Von 1997 bis 2002 war Windhorst Vorstandsmitglied der Mentor Foundation, einer Stiftung unter der Schirmherrschaft von Königin Silvia von Schweden, die in enger Zusammenarbeit mit der Weltgesundheitsorganisation WHO operiert.
2015 kaufte Windhorst die Exponatensammlung zum Christo-und-Jeanne-Claude-Projekt Verhüllter Reichstag von 1995. Sie wird dem Bundestag zunächst für zwanzig Jahre kostenlos zur Verfügung gestellt.

## Sonstiges
- Im Dezember 2007 wurde Windhorst bei einem Unfall eines Geschäftsflugzeuges in Kasachstan schwer verletzt. Einer der beiden Piloten starb, als die Maschine nach einem Tankstopp in Almaty von der Startbahn abkam, gegen eine Mauer prallte und explodierte. Der zweite Pilot und die Flugbegleiterin wurden ebenfalls verletzt. Das Flugzeug (Bombardier Challenger 604 des Unternehmens Jet Connection Businessflight) war von Hannover in die chinesische Sonderverwaltungszone Macau unterwegs. Laut Krankenhausbericht hatte Windhorst Glück; er zog sich im Gegensatz zu anderen Insassen nur Quetschungen und Verbrennungen im Gesicht und am Brustkorb zu.[45]

- Im September 2021 spendete Windhorst im Vorfeld der Bundestagswahl 2021, verschleiert über mehrere Briefkastenfirmen, jeweils 250.000 Euro an CDU und FDP.[46]

## Vermögen
Gemäß Reichsten-Liste der Bilanz wurde sein Vermögen im Jahr 2021 auf 375 Millionen Schweizer Franken geschätzt.